# Morrin
Morrin (offiziell Village of Morrin) ist eine Gemeinde im Süden von Alberta, Kanada, die seit 1920 den Status eines Dorfes (englisch Village) hat. Sie liegt östlich der kanadischen Badlands im landwirtschaftlich geprägten Palliser-Dreieck in Zentral-Alberta. Morrin liegt etwa 25 Kilometer nördlich von Drumheller bzw. 150 Kilometer nordnordöstlich von Calgary, nordwestlich der Kreuzung des Alberta Highway 27 mit dem Alberta Highway 59.
In der Gemeinde hat der Verwaltungsbezirk („Municipal District“) Starland County seinen Verwaltungssitz.

## Demographie
Der Zensus im Jahr 2016 ergab für die Gemeinde eine Bevölkerungszahl von 240 Einwohnern, nachdem der Zensus im Jahr 2011 für die Gemeinde noch eine Bevölkerungszahl von 245 Einwohnern ergeben hatte. Die Bevölkerung hat dabei im Vergleich zum letzten Zensus im Jahr 2011 entgegen der Entwicklung in der Provinz leicht um 2,0 % abgenommen, während der Provinzdurchschnitt bei einer Bevölkerungszunahme von 11,6 % lag. Bereits im Zensuszeitraum 2006 bis 2011 hatte die Einwohnerzahl in der Gemeinde entgegen der Entwicklung in der Provinz leicht um 3,2 % abgenommen, während sie im Provinzdurchschnitt um 10,8 % zunahm.